# Heggadde, Koppa
Heggadde là một làng thuộc tehsil Koppa, huyện Chikmagalur, bang Karnataka, Ấn Độ.